# Her Husband's Secret
Her Husband's Secret is een Amerikaanse dramafilm uit 1925 onder regie van Frank Lloyd. De film is wellicht zoekgeraakt.

## Verhaal
Leon Kent is een nietsnut die alleen maar feestjes houdt. Als zijn vrouw genoeg van hem krijgt, vindt ze een luisterend oor bij de bankier Ross Brewster. De jaloerse Leon gaat er na een ruzie vandoor met hun zoon. Enkele jaren later brengt de dochter van Ross haar liefje mee naar huis. Hij blijkt de zoon te zijn van Leon Kent.

## Rolverdeling
| Acteur            | Personage           |
| ----------------- | ------------------- |
| Antonio Moreno    | Elliot Owen         |
| Patsy Ruth Miller | Judy Brewster       |
| Ruth Clifford     | Mevrouw Pearce      |
| David Torrence    | Ross Brewster       |
| Walter McGrail    | Leon Kent           |
| Phyllis Haver     | Pansy La Rue        |
| Pauline Neff      | Mevrouw Van Tuyler  |
| Margaret Fielding | Irene Farway        |
| Edwards Davis     | Tony Van Orien      |
| Frank Coffyn      | Makelaar            |
| Fred Warren       | Makelaar            |
| Frankie Darro     | Jonge Elliot Owen   |
| Frances Teague    | Juffrouw Van Tuyler |
| Lou Salter        | Meid                |
| Harry Lonsdale    | Butler              |